# Hang (musikinstrument)

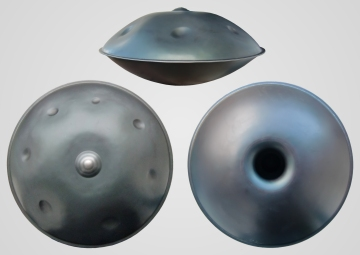
Hang 2010

Hang är ett musikinstrument som tillhör gruppen idiofoner och består av en sfär gjord av stål, liknande ett flygande tefat, och spelas med händerna. Instrumentet uppfanns av Felix Rohner och Sabina Schärer (PANArt Hangbau AG) i Schweiz år 2000. Det har också kallats hangtrumma (engelska hang drum), men den benämningen har lett till svåra missförstånd enligt konstruktörerna.
I december 2013 meddelade tillverkaren att man upphörde med tillverkningen av Hang, då man fokuserade på utvecklingen av ett nytt, annorlunda instrument, nämlingen Gubal. Under de efterföljande åren utvecklade PANArt ett antal instrument benämnda Hang Gudu, Hang Urgu, Hang Bal och Hang Gede samt flera stränginstrument, och skapade en improviserad musikstil som framfördes med dessa Pang instrument.

## Ljudexempel
|  |  |  |  |